# Lampona taroom
Lampona taroom is een spinnensoort uit de familie Lamponidae. De soort komt voor in Queensland.